# Alta Floresta
Alta Floresta este un oraș în statul Mato Grosso (MT), Brazilia.